# ФК Спартак Владикавказ
ФК Спартак Владикавказ (рус. Футбольный клуб «Спартак» Владикавказ), бивши назив Аланија Владикавказ,  је руски фудбалски клуб из Владикавказа. Највећи успех клуба је освајање Првенства Русије 1995. године. До сезоне 2016/17. клуб се такмичио у Професионалној фудбалској лиги Русије, клуб се распустио и створен је нови клуб под именом Спартак. ПФЛ није дозволила да се клуб региструје под именом Аланија због клупских дугова.

## Успеси
- Првенство Русије : 1
  - 1995
- Куп Русије :
  - Финалиста (1): 2011

## Аланија у европским такмичењима
| Сезона  | Такмичење        | Коло          | Клуб                     | Резултат          |
| ------- | ---------------- | ------------- | ------------------------ | ----------------- |
| 1993/94 | УЕФА куп         | 1. коло       | ФК Борусија Дортмунд     | 0:0, 0:1          |
| 1995/96 | УЕФА куп         | 1. коло       | Ливерпул                 | 1:2, 0:0          |
| 1996/97 | Лига шампиона    | Квалификације | Ренџерс                  | 1:3, 2:7          |
| 1996/97 | УЕФА куп         | 1. коло       | Андерлехт                | 2:1, 0:4          |
| 1997/98 | УЕФА куп         | Квалификације | ФК Дњепро Дњепропетровск | 2:1, 4:1          |
| 1997/98 | УЕФА куп         | 1. коло       | МТК                      | 0:3, 1:1          |
| 2000/01 | УЕФА куп         | 1. коло       | Амика Вронки             | 0:3, 0:2          |
| 2011/12 | УЕФА лига Европе | Квалификације | Актобе                   | 1:1, 1:1 (4:2 п.) |
| 2011/12 | УЕФА лига Европе | Плеј-оф       | Бешикташ                 | 0:3, 2:0          |